# Йохан Фридрих фон Брант
Йохан Фридрих фон Брант (на немски: Johann Friedrich von Brandt) е германски зоолог, работил дълго време в Русия.

## Биография
Брант е роден през 1802 година в Ютербог в Саксония. Завършва гимназия във Витенберг, а след това и Берлинския университет. През 1831 година е назначен за директор на Зоологическия отдел на Санктпетербургската академия на науките, където работи през по-голямата част от живота си. Той организира сбирките от животни на Академията, попълвани от експедициите на Николай Северцов, Николай Пржевалски, Александър Мидендорф, Леополд фон Шренк, Густав Раде. Йохан Фридрих фон Брант умира през 1879 година в Мерекюла, днес в Естония.

## Други
- На Брант е наречен прилепът нощник на Брант (Myotis brandtii)